# Fintåtel
Fintåtel (Aira elegantissima) är en gräsart som beskrevs av Philipp Johann Ferdinand Schur.
ingår Fintåtel i släktet småtåtlar och familjen gräs. Arten förekommer tillfälligt i Sverige, men reproducerar sig inte. Inga underarter finns listade i Catalogue of Life.